# Бунинское сельское поселение
Бунинское се́льское поселе́ние — муниципальное образование в Урицком районе Орловской области Российской Федерации.
Административный центр — село Бунино.

## История
Статус и границы сельского поселения установлены Законом Орловской области от 19 ноября 2004 года № 443-ОЗ «О статусе, границах и административных центрах муниципальных образований на территории Урицкого района Орловской области».

## Население
| 2010 | 2012 | 2013 | 2014 | 2015 | 2016 | 2017 |
| ---- | ---- | ---- | ---- | ---- | ---- | ---- |
| 765  | ↘750 | ↘734 | ↘720 | ↘712 | ↘701 | ↘697 |
| 2018 | 2019 | 2020 | 2021 | 2023 |      |      |
| ↗698 | ↘675 | ↘655 | ↘537 | ↘514 |      |      |

## Состав сельского поселения
| №  | Населённый пункт  | Тип населённого пункта       | Население |
| -- | ----------------- | ---------------------------- | --------- |
| 1  | Бунино            | село, административный центр | ↘388      |
| 2  | Глазуново         | деревня                      | 4         |
| 3  | Елагинские Дворы  | деревня                      | 14        |
| 4  | Заветово          | деревня                      | 30        |
| 5  | Парамоново        | село                         | ↘300      |
| 6  | Провоторово       | деревня                      | 4         |
| 7  | Терехово          | деревня                      | 13        |
| 8  | Тиньковские Дворы | деревня                      | 1         |
| 9  | Черногрязка       | деревня                      | 0         |
| 10 | Шубино            | деревня                      | 5         |
| 11 | Юшково            | деревня                      | 6         |